# Wajków
Wajków [pronunciación en polaco: /ˈvai̯kuf/] es un pueblo en el distrito administrativo de Gmina Mielnik, dentro del distrito de Siemiatycze, Voivodato de Podlaquia, en el noreste de Polonia, cercano a la frontera con Bielorrusia. Se encuentra aproximadamente 5 kilómetros al sudeste de Mielnik, 21 kilómetros al sudeste de Siemiatycze, y 91 kilómetros al sur de la capital regional, Białystok.